# Fyrhjulsstyrning

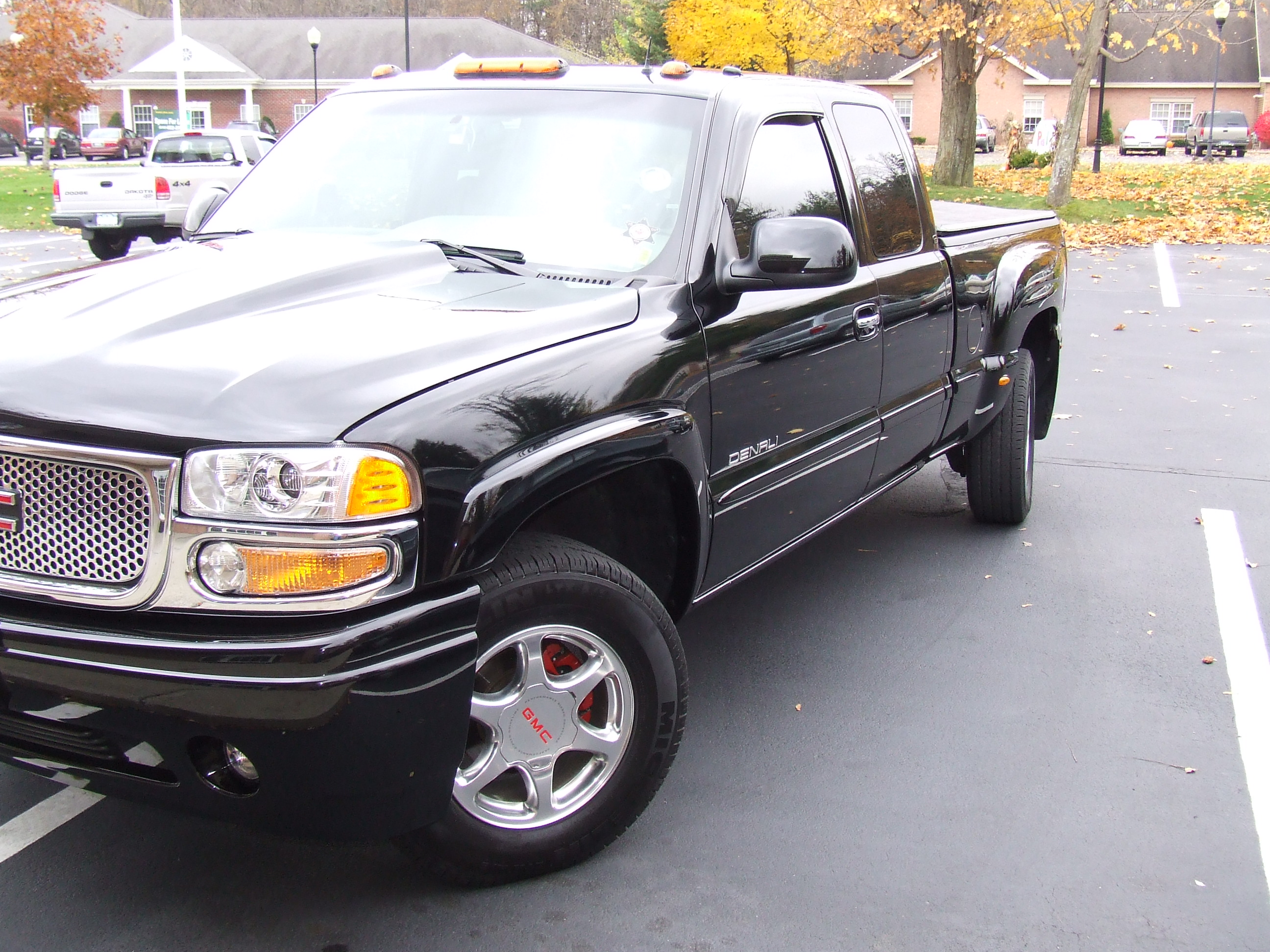
En GMC Sierra Denali lätt lastbil, här med fyrhjulsstyrning

Fyrhjulsstyrning, eller AWS, All Wheel Steering, innebär att fordon med fyra hjul har en svängaxel på bakhjulen så att även dessa "hjälper till" att svänga fordonet. Bakhjulen svänger dock i regel inte lika mycket som framhjulen. På vissa system kan bakhjulen i låg fart styra i motsatt riktning jämfört med framhjulen, vilket gör att fordonet svänger i en rundare bana vilket minskar fordonets vändradie vid till exempel parkering.
Tidig med fyrhjulsstyrning var Daimlers terrängbil Dernburg-Wagen år 1907. Även traktorer med fyrhjulsstyrning dök upp under 1900-talets början. Först 80 år senare dök den upp i en massproducerad personbil, tredje generationens Honda Prelude, som introducerades 1987.

Hastighetsberoende fyrhjulsstyrning.